# Bad Girls (M.I.A.)
Bad Girls è un brano musicale della cantante M.I.A., pubblicato come singolo il 31 gennaio 2012 su licenza della Interscope Records. Il brano è scritto dalla stessa M.I.A., Marcella Araica e Floyd Nathaniel "Danja" Hills, e prodotto da Danja.
Una versione più breve del brano era già apparsa nel mixtape della cantante Vicki Leekx, pubblicato gratuitamente online il 31 dicembre 2010. Il singolo è stato inserito nel quarto album in studio della cantante, Matangi, pubblicato il 1º novembre 2013. Bad Girls è stato reso disponibile per il download digitale il 31 gennaio 2012, il giorno successivo della sua prima radiofonica. Il video musicale prodotto per il brano, diretto da Romain Gavras e girato a Ouarzazate, in Marocco, è stato invece reso disponibile il 3 febbraio 2012.
La canzone è presente nella colonna sonora di Grand Theft Auto V.

## Tracce
Download digitale
1. Bad Girls – 3:48

## Classifiche
| Classifica (2012) | Posizione massima |
| ----------------- | ----------------- |
| Australia         | 81                |
| Belgio (Fiandre)  | 38                |
| Canada            | 92                |
| Francia           | 61                |
| Irlanda           | 80                |
| Regno Unito       | 43                |
| Stati Uniti       | 105               |
| Svizzera          | 61                |

## Premi e riconoscimenti

### Premi vinti
| Anno | Titolo                      | Risultato  | Note                           |
| ---- | --------------------------- | ---------- | ------------------------------ |
| 2012 | MTV Video Music Awards 2012 | Vinto      | Miglior regia                  |
| 2012 | MTV Video Music Awards 2012 | Vinto      | Best Cinematography in a Video |
| 2012 | MTV Video Music Awards 2012 | Nomination | Video dell'anno                |
| 2012 | MTV EMA 2012                | Nomination | Miglior video                  |
| 2013 | Grammy Awards 2013          | Nomination | Miglior video                  |